# Макс Аллан Коллінс
Макс Аллан Коллінс (англ. Max Allan Collins) — американський сценарист, колумніст і письменник детективного жанру, відомий своїми графічними романами. Його твори були опубліковані в кількох форматах, а його цикл «Дорога до загибелі» став основою для фільму «Проклятий шлях» режисера Сема Мендеса з Томом Генксом у головній ролі. Оператор фільму Конрад Голл отримав премію «Оскар» за найкращу операторську роботу.
Він є творцем персонажів:
- «Елліот Несс», відомий федеральний агент часів Аль Капоне.
- «Фенсі Андерс», детектив-любитель у Голлівуді 1940-х років.
- «Джон Сенд», колишній агент MI6 у 1960-х роках (разом з Меттью В. Клеменсом).
- «Джозеф Рідер», агент секретної служби.
- «Кріста Ларсон», начальник поліції в маленькому містечку на Середньому Заході.
- «Меллорі», письменниця, яка часто втягується у оозслідування вбивств.
- «Натан «Нейт» Геллер», поліцейський у Чикаго часів Аль Капоне.
- «Нолан», професійний злодій.
- «Кар'єр», найманий вбивця.
- «Бренді Борн», торговець антикваріатом і детектив-любитель з Сереніті, штат Айова (з Барбарою Коллінс під спільним псевдонімом «Барбара Аллан»).

Коллінс багато років був колумністом, вів газетну стрічку про Діка Трейсі (Dick Tracy), а також створив численні романи про цього героя. У 1987 році Коллінс написав комікс про Бетмена та створив нове походження персонажа Джейсона Тодда. Того ж року Коллінс і художник Террі Бітті створили «Дикого Пса» в однойменній обмеженій серії в округу Колумбія. Пізніше цей персонаж з'явився в антології Action Comics Weekly. Починаючи з 2016 року, Дикий Пес став повторюваним персонажем у телесеріалі «Стріла».
Журнал Entertainment Weekly назвав його «королем новелізації», а книжки, написані ним, дев'ять разів входили до списку бестселерів USA TODAY і двічі до списку New York Times. Був проголошений у 2004 році Publisher's Weekly «новою породою письменників». Частий номінант на премію Едгара, він отримав п'ятнадцять безпрецедентних номінацій на премію Шамус за свої історичні трилери, отримав премію за романи «Натан Геллер», «Справжній детектив» (1983) і «Вкрадений» (1991).
Він створив кіноромани на основі фільмів «Врятувати рядового Раяна», «Ті, що говорять із вітром», «Водний світ», «Я люблю неприємності», «Денне світло», «Я шпигую», «Маршали США», «Військово-повітряні сили один», «Меверік», «U-571», «Мумія», «Мумія повертається», «Цар скорпіонів» і «Рожева пантера».
Він навіть написав прозову версію кіносценарію за власною «Дорогою на загибель». Його пов'язана з телебаченням робота включає два романи серії «Поліція Нью-Йорка» (NYPD Blue), три книги про DARK ANGEL і поточний роман BONES Buried Deep.
Коллінс пише романи, сценарії, комікси, колекційні картки, оповідання, новелізації фільмів та історичну фантастику. Він також пише під псевдонімами Барбара Аллан (разом зі своєю дружиною Барбарою Коллінс) і Патрік Калхейн.

## Біографія
Народився 3 березня 1947 року в Мускатині, штат Айова в сім'ї Макса Аллана Коллінса-старшого, виконавчого директора, и Патрісії Енн Коллінс.
Навчався у коледжі Мускатина, який закінчив у 1968 році. Надалі вчився в Майстерні письменників Айови (Iowa Writers' Workshop) при університеті Айови.
Написав графічний роман «Дорога до загибелі» (за яким у 2002 році було знято фільм), створив комікс про приватного детектива «Містер Трі» і взяв на себе написання коміксу «Дік Трейсі» від творця Честера Гулда.
Написав книги, щоб розширити телесеріал «Темний ангел»; книги та комікси за мотивами франшизи серіалу CSI; у 2006 році «Глибоко похований» за мотивами серіалу «Кістки». Написав два романи-продовження «Дороги до загибелі»: «Дорога до чистилища» та «Дорога до раю»; ще три графічні романи з героями «Дороги до загибелі». Ці графічні романи під загальною назвою «На дорозі до загибелі» складають основу фільму.
Коллінс написав сценарій і зняв фільм «Мумія» (1996) і продовження «День мумії» 1997 року. Написав фільм «Експерт», світова прем'єра якого відбулася на каналі HBO 1995 року, а також написав і зняв інноваційний повнометражний фільм «У реальному часі: Облога на ринку на вулиці Лукас» (2000), створений для DVD. «Відтінки нуара» (2004), антологія його короткометражних фільмів, включає відзначений нагородами документальний фільм «Майк Гаммер Мікі Спіллейна» (про творчість відомого американського письменника). У січні 2007 року за сценарієм Коллінса здійснені зйомки художнього фільму за його відомим романом «Остання каменоломня».
У Макса і його дружини, письменниці Барбари є син Натан.

## Твори

### Серія Коррі
- The Broker (Брокер) (1973)
- The Broker's Wife (Дружина брокера) (1975)
- The Dealer (Ділер) (1976)
- The Slasher (Тесак) (1977)
- Primary Target (Основна ціль) (1973)
- The Last Quarry (Останній Коррі) (2006)
- The First Quarry (Перший Коррі) (2008)
- Quarry in the Middle (Коррі посередині) (2009)
- Quarry's Ex (Колишня Коррі) (2011)
- The Wrong Quarry (Несправжній Коррі) (2014)
- Quarry's Choice (Вибір Коррі) (2015)
- Quarry in the Black (Коррі в чорному) (2016)
- Quarry's Climax (Клімакс Коррі) (2017)
- Quarry's War (Війна Коррі) (2018)
- Killing Quarry (Вбивчий Коррі) (2019)
- Quarry's Blood (Кров Коррі) (2022)

### Серія Натана (Ната) Геллера
- True Detective (Справжній детектив) (1983) (отримав премію Шамус)
- True Crime (Справжній злочин) (1984)
- The Million-Dollar Wound (Рана на мільйон доларів) (1986)
- Neon Mirage (Неоновий міраж) (1988)
- Stolen Away (Вкрадений) (1991) (отримав премію Шамус)
- Dying in the Post-War World (Загибель у післявоєнному світі) (1991)
- Carnal Hours (Плотські години) (1994)
- Blood and Thunder (Кров і грім) (1995)
- Damned in Paradise (Проклятий у раю) (1996)
- Flying Blind (Політ наосліп) (1998)
- Majic Man (Високий чоловік) (1999)
- Kisses of Death (Поцілунки смерті) (2001) (збірка оповідань)
- Angel in Black (Янгол у чорному) (2001)
- Chicago Confidential (Конфіденційно Чикаго) (2002)
- Bye Bye, Baby (До побачення, крихітко) (2011)
- Chicago Lightning (Чиказька блискавка) (2011) (збірка оповідань)
- Target Lancer (Ціль улан) (2012)
- Triple Play (Потрійна гра) (2012) (збірка оповідань)
- Ask Not (Не запитуйте) (2013)
- Better Dead (Краще померти) (2016)
- Do No Harm (Не завдавати шкоди) (2020)
- The Big Bundle (Великий пакет) (2022)
- Too Many Bullets (Забагато куль) (2023)

### Серія Майка Гаммера (зМікі Спіллейном)
- The Goliath Bone (Кістка Голіафа) (2008)
- The New Adventures of Mickey Spillane's Mike Hammer Vol. 2: The Little Death (Нові пригоди Майка Гаммера.Том 2: Маленька смерть) (2009)
- The Big Bang (Великий вибух) (2010)
- The New Adventures of Mickey Spillane's Mike Hammer Vol. 3: Encore for Murder (Нові пригоди Майка Гаммера. Том 3: Біс для вбивства) (2011)
- Kiss Her Goodbye (Поцілуй її на прощання) (2011)
- Lady, Go Die! (Пані, йди помирай!) (2012)
- Mickey Spillane's From the Files of...Mike Hammer: The Complete Dailies and Sundays (strips) (Міккі Спіллейн «З файлів... Майка Гаммера: повні щоденники та неділі») (2013)
- Complex 90 (Комплекс 90) (2013)
- King of the Weeds (Король бур'янів) (2014)
- Kill Me, Darling (Убий мене, любий) (2015)
- Murder Never Knocks (Вбивство ніколи не стукає) (2016)
- A Long Time Dead: A Mike Hammer Casebook (Давно мертвий: книга справ Майка Гаммера) (2016)
- The Will to Kill (Воля до вбивства) (2017)
- Killing Town (Місто вбивств) (2018)
- Mike Hammer: The Night I Died (graphic novel) (Майк Гаммер: Ніч, коли я помер - графічний роман) (2018)
- Murder My Love (Вбивство моє кохання) (2019)
- Masquerade for Murder (Маскарад для вбивства) (2020)
- Kill Me If You Can (Вбий мене якщо зможеш) (2022)
- Dig Two Graves (Викопайте дві могили) (2023)

### Серія романів про CSI
- Double Dealer (Подвійний дилер) (2001)
- Sin City (Місто гріха) (2002)
- Cold Burn (Холодний опік) (2003)
- Serial (Серійний) (2003)
- Body of Evidence (Сукупність доказів) (2003)
- Neon Oasis (Неоновий оазис) (2003)
- Bad Rap (Поганий реп) (2004)
- Demon House (Будинок демона) (2004)
- Grave Matters (Серйозні справи) (2004)
- Binding Ties (Зв'язувальні стяжки) (2005)
- Killing Game (Вбивча гра) (2005)
- Snake Eyes (Очі змії) (2006)
- Mortal Wounds (Смертельні рани) (2007)

### Серія романів про CSI Маямі
- Florida Getaway (Втеча з Флориди) (2003)
- Heat Wave (Хвиля спеки) (2004)

### Серія Елліота Несса
- The Dark City (Темне місто) (1987)
- Butcher's Dozen (Різницька дюжина) (1988)
- Bullet Proof (Куленепроникний) (1989)
- Murder by the Numbers (Вбивство в цифрах) (1993)

### Серія Фенсі Андерса
- Fancy Anders Goes to War (Фенсі Андерс йде на війну) (2021)
- Fancy Anders for the Boys (Фенсі Андерс для хлопців) (2023)

### Серія Джона Сенда (разом з Метью В. Клеменсом)
- Come Spy with Me (Шпигуй зі мною) (2020)
- Live Fast, Spy Hard (Живи швидко, шпигуй ретельно) (2021)
- To Live and Spy in Berlin (Жити і шпигувати в Берліні) (2021)

### Серія Джозефа Рідера
- Supreme Justice (Вища справедливість) (2014)
- Fate of the Union (Доля союзу) (2015) (з Метью В. Клеменсом)
- Executive Order (Розпорядження) (2017) (з Метью В. Клеменсом)

### Серія Крісти Ларсен
- Girl Most Likely (Дівчина швидше за все) (2019)
- Girl Can't Help It (Дівчина не може допомогти) (2020)

### Серія Меллорі
- The Baby Blue Rip-Off (Дитяча безпосередність є фальшивою) (1983)
- No Cure for Death (Немає ліків від смерті) (1983)
- Kill Your Darlings (Убийте своїх коханих) (1984)
- A Shroud for Aquarius (Плащаниця для Водолія) (1985)
- Nice Weekend for a Murder (Гарні вихідні для вбивства) (1986)

### Серія Нолана
- Bait Money (Приманка грошей) (1981)
- Blood Money (Криваві гроші) (1981)
- Fly Paper (Летючий папірець) (1981)
- Hush Money (Тихі гроші) (1981)
- Hard Cash (Тверда готівка) (1981)
- Scratch Fever (Гарячка від подряпин) (1982)
- Spree (Розгул) (1987)
- Mourn the Living (Оплакувати живих) (1999)
- Skim Deep (Глибока скупка) (2020)
- Double Down (Подвійне зниження) (2021)
- Tough Tender (Жорсткий тендер) (2022)
- Mad Money (Скажені гроши) (2024)

### Серія "Сміття і скарби" (з Барбарою Коллінс як Барбара Аллан)
- Antiques Roadkill (Антикваріат вбиває на дорозі) (2006)
- Antiques Maul (Антикваріат грубо поводиться) (2007)
- Antiques Flee Market (Блошиний ринок антикваріату) (2008)
- Antiques Bizarre (Дивний антикваріат) (2010)
- Antiques Knock-Off (Підробка антикваріату) (2011)
- Antiques Disposal (Утилізація антикваріату) (2012)
- Antiques Chop (Антикваріат рубить) (2013)
- Antiques Slay Ride (Антикваріат спотворив їзду) (2013)
- Antiques Con (Антикваріат шахраює) (2014)
- Antiques Fruitcake (Антикварний фруктовий кекс) (2014)
- Antiques Swap (Обмін антикваріатом) (2015)
- Antiques St. Nicked (Антикваріат святого Нікеда) (2015)
- Antiques Fate (Доля антикваріату) (2016)
- Antiques Frame (Антиквар) (2017)
- Antiques Wanted (Шукаю антикваріат) (2018)
- Antiques Ravin' (Антикваріат равіна) (2019)
- Antiques Fire Sale (Антикваріат на продаж) (2020)
- Antiques Carry On (Антикваріат продовжує свою діяльність) (2021)
- Antiques Liquidation (Ліквідація антикваріату) (2022)
- Antiques Foe (Ворог антикваріату) (2023)

### Інші романи
- Midnight Haul (Опівнічне буксирування) (1986)
- Dick Tracy (Дік Трейсі) (1990)
- Dick Tracy Goes to War (Дік Трейсі йде на війну) (1991)
- Dick Tracy Meets his Match (Дік Трейсі зустрічає собі рівного) (1992)